# Marcos Martínez
Marcos Martínez (Soto del Real, 8 de novembre de 1984) és un cantant, col·laborador, beatboxer i músic espanyol, conegut sota el nom de Grison. Actualment és músic i colaborador en el programa de televisió La Revuelta

## Biografia
Abans del seu salt en la televisió, va treballar de comercial a l'empresa Roland Corporation mentre feia actuacions per a diferents locals. De fet, va ser en una d'aquestes, que el seu actual company, Ricardo Castella, el va contractar per al programa de televisió La Resistencia.
L'any 2013 va guanyar el campionat mundial: 'Boss LoopStation Contest'.
Al llarg de la seva carrera, destaquen col·laboracions com el seu treball en el musical "Mayumana-Rumba" o la seva col·laboració amb Disney+ promocionant el trailer de la sèrie "Falcon i el soldat d'hivern" fent beatbox.
El 24 de gener de 2022 va presentar el programa de La Resistencia ja que el presentador habitual, David Broncano, havia donat positiu en coronavirus.